# Mário Soares
Mário Alberto Nobre Lopes Soares (Lisboa, Portugal 1924 - 2017) va ser un polític portuguès, dues vegades Primer Ministre de Portugal i dues vegades també President de Portugal.

## Biografia
Nascut el 7 de desembre de 1924 a Lisboa. Es va llicenciar en Ciències Històrico-Filosòfiques a la Facultat de Lletres de la Universitat de Lisboa, l'any 1951, i en Dret, en la Facultat de Dret de la mateixa universitat, l'any 1957.
Morí el 7 de gener de 2017 en un hospital de la capital portuguesa.

## Acció política
Mentre estudià a la universitat milità en el Partit Comunista Portuguès, sent l'encarregat de la secció juvenil.
Allunyat dels seus companys comunistes, l'abril de 1964, a Ginebra, Suïssa, Soares juntament amb Francisco Ramos da Costa i Manuel Tito de Morais crearen l'Acção Socialista Portuguesa (Acció Socialista Portuguesa). El 1968 Soares fou arrestat per la polícia militar (PIDE) durant el govern del general Salazar, conegut com a Estado Novo, i fou sentenciat per un tribunal a ser reclòs en una presó a la colònia de São Tomé al golf de Guinea. Vuit mesos després aconseguí tornar a Portugal gràcies a la caiguda del dictador Salazar, que havia estat reemplaçat per Marcello Caetano.
El 1970 Soares s'exilià a Roma, i posteriorment, a París, Vincennes i Rennes. El 19 d'abril de 1973 l'Acció Socialista Portuguesa va esdevenir el Partit Socialista de Portugal, sent escollit secretari general del partit, a imatge del Partit Socialista d'Alemanya constituït per Willy Brandt.
L'1 de maig de 1974, després del 25 d'abril, data de la Revolució dels Clavells, Soares va desembarcar a la ciutat de Lisboa, retornant del seu exili a París. Va ser rebut entre una multitud de portuguesos entre els quals hi havia Álvaro Cunhal: ideològicament diferents, van pujar agafats del braç per primera i última vegada.
En el primer govern democràtic de Portugal Soares fou nomenat Ministre d'Afers Exteriors el 1975. En aquest càrrec va ser un dels ferms impulsors de la independència de les colònies portugueses, com Moçambic. Així mateix, el 1976 es decidí abandonar el territori de Timor-Leste, deixant les portes obertes per a la invasió indonèsia de Timor Oriental, que va provocar durant tres dècades la mort d'entre 100.000 i 180.000 soldats i civils van morir en combat o de fam.

### Primer Ministre
El 1976 es realitzaren les primeres eleccions completament democràtiques de Portugal, aconseguint el Partit Socialista de Soares la victòria simple formant un govern en minoria amb alguns independents, amb Soares com a Primer Ministre de Portugal. Davant una situació econòmica desastrosa, el govern de Soares emprengué mesures polítiques d'austeritat, les quals el feren molt impopular i generaren revoltes internes. El 1978, davant els embats polítics dels seus ex-companys comunistes, hagué de renunciar al seu càrrec.
Després d'una sèrie de governs conservadors, el 9 de juny de 1983 va prendre possessió el govern de coalició encapçalat per Mário Soares entre el Partit Socialista (PS) i el Partit Socialdemòcrata (PSD). En aquesta nova etapa Portugal accelerà les converses per poder entrar a la Comunitat Econòmica Europea, aconseguint-ho el 1986. Marcelo Rebelo de Sousa i altres militants socialdemòcrates oposats a l'estratègia moderada van posar en marxa una facció anomenada Ala Nova Esperança, que va facilitar el viratge dretà liberal del partit, l'elecció d'Aníbal Cavaco Silva com a president del PSD i la sortida del govern el 5 de juny de 1985.

### Presidència de la República
En les eleccions a la presidència del país, Soares vencé el 1986 el candidat conservador Diogo Freitas do Amaral per tan sols un punt de diferència percentual. El 1991 fou reelegit per continuar en el seu càrrec, aquest cop per més del 70% dels vots emesos.
El socialista Aníbal Cavaco Silva, primer ministre des de la seva victòria a les eleccions legislatives portugueses de 1985 es va comprometre a dur a terme reformes estructurals en l'administració i direcció econòmica del país amb lleis marcades per l'entrada de Portugal a la Comunitat Econòmica Europea. Tanmateix, les reformes per les quals apostava van trobar una ferma oposició a l'Assemblea de la República on el Partit Renovador Democràtic (PRD) de l'expresident de la República António Ramalho Eanes, va presentar una moció de censura el 3 d'abril de 1987, aprovada amb els vots del Partit Socialista (PS), el Partit Comunista Portuguès (PCP) i el Moviment Democràtic Portuguès (MDP/CDE) i com a conseqüència, el govern va caure i el president Soares va dissoldre l'Assemblea i convocar eleccions per al 19 de juliol, que guanyaria el Partit Socialdemòcrata per majoria absoluta.
A les eleccions de 1987 el Partit Socialdemòcrata va guanyar la majoria absoluta amb un 50,2% dels vots i 148 escons absorbint massivament vot del Centre Democràtic Social / Partit Popular (Portugal), que va quedar reduït a la mínima expressió, i del PRD, que mai es recuperà. Fou la primera vegada que un partit guanyava per majoria absoluta, tancant una etapa d'inestabilitat política amb 16 governs en 13 anys. A les eleccions de 1991, el partit de Cavaco Silva va obtenir una majoria del 50,6%, encara més gran que la de quatre anys abans.
El 1996 Soares abandonà definitivament el seu càrrec, sent succeït pel també socialista Jorge Sampaio

### Vida política postpresidencial

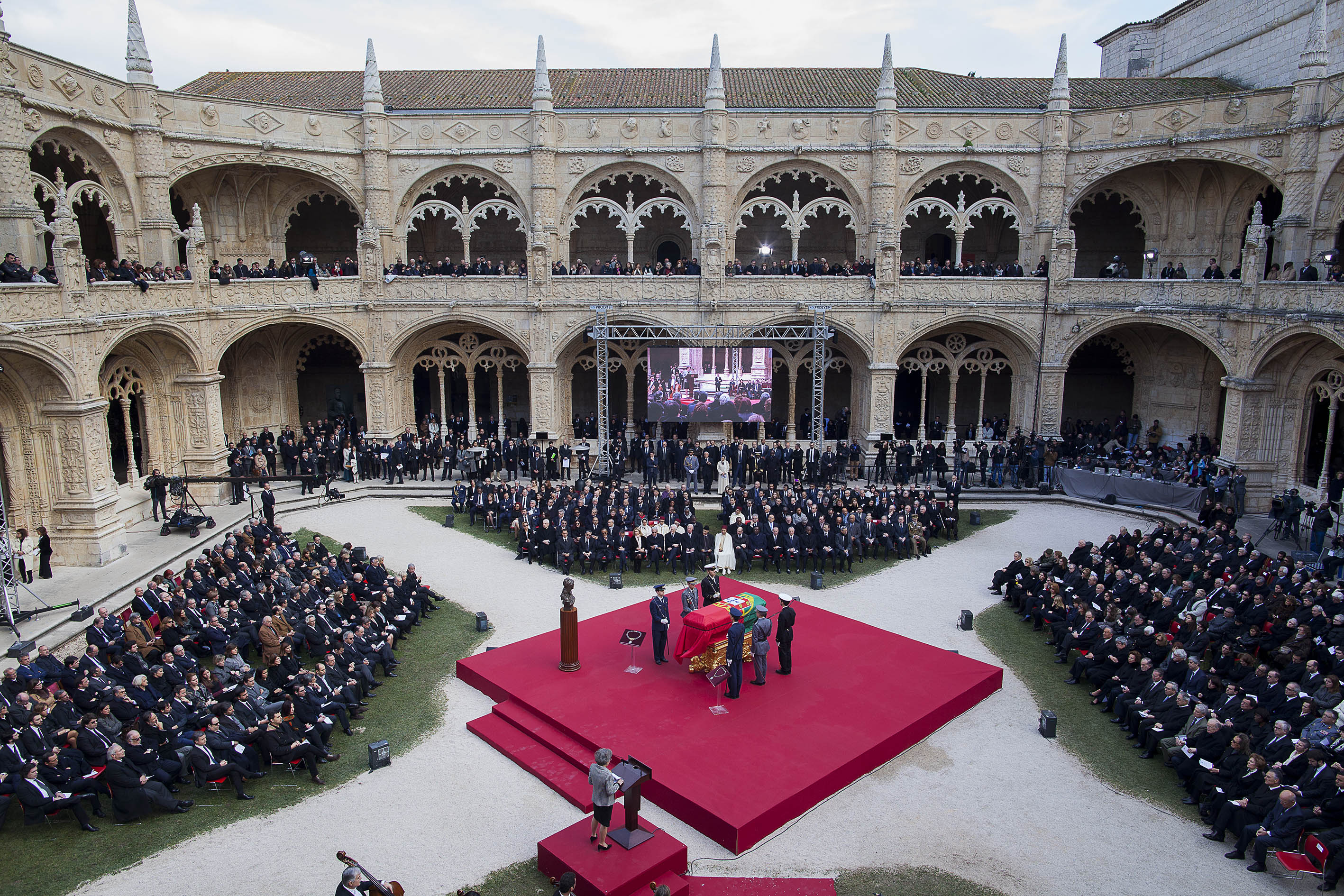
Funeral de Mário Soares a Lisboa.

El 1999 fou escollit diputat pel Parlament Europeu entre aquell mateix any i el 2004. En aquella legislatura el Partit Socialista Europeu el presentà com a candidat a presidir el Parlament perdent davant la diputada popular Nicole Fontaine.
El 1991 fundà la seva pròpia Fundació, Fundació Mário Soares. El 1995 fo guardonat amb el Premi Príncep d'Astúries de Cooperació Internacional. El 1998 fou guardonat amb el Premi Internacional Simón Bolívar pel govern de Veneçuela i la UNESCO, juntament amb Milad Hanna.
L'any 2005 es presentà com a candidat del Partit Socialista a les eleccions presidencials portugueses, intentant aconseguir així un tercer mandat. L'aparició del candidat independent socialista Manuel Alegre comportà la derrota del candidat oficialista davant el centrista Aníbal Cavaco Silva, que va vèncer en primera volta.